# Потіто Стараче
Потіто Стараче (італ. Potito Starace)  — італійський тенісист-професіонал. 
Народився в маленькому містечку на півдні Італії. Найкращі результати в тенісі демонструє на ґрунтових покриттях. Найбільших успіхів в одиночному розряді досяг в 2007 році, коли дійшов до фіналу на двох турнірах серії ATP-туру. Але перемогти Потіто не пощастило, спочатку в Валенсії він поступився Ніколасу Альмагро, а потім в австрійському Кіцбюелі — Хуану Монако. Окрім цього Стараче має дев'ять перемог на турнірах серії Challengers. 
На відміну від одиночного розряду в парному у Стараче є три титули. У 2007 році він перемагав в Кіцбюелі і Акапулько. А в 2008 році в парі з українцем Сергієм Стаховським переміг на турнірі в Москві. На турнірах Великого Шолому найбільший успіхом Потіто став вихід до чвертьфіналу Відкритого чемпіонату Франції з тенісу в парному розряді в Ролан-Гаррос 2006 році.
У 2016 Італійська федерація тенісу дискваліфікувала Стараче довічно за договірну гру.

## Фінали турнірів ATP за кар'єру

### Одиночний розряд: 4 (0–4)
| Перемога – Легенда                          |
| Турніри Великого шлема (0–0)                |
| Фінали Світового туру ATP (0–0)             |
| Серія Мастерс 1000 Світового Туру ATP (0–0) |
| Серія 500 Світового туру ATP (0–1)          |
| Серія 250 Світового туру ATP (0–3)          |

| Титули за покриттям |
| Тверде (0–0)        |
| Ґрунт (0–4)         |
| Трава (0–0)         |
| Килим (0–0)         |

| Результат | W/L | Дата     | Турнір                                          | Покриття | Суперник            | Рахунок       |
| --------- | --- | -------- | ----------------------------------------------- | -------- | ------------------- | ------------- |
| Поразка   | 0–1 | Кві 2007 | Валенсія, Іспанія                               | Ґрунт    | Ніколас Альмагро    | 6–4, 2–6, 1–6 |
| Поразка   | 0–2 | Лип 2007 | Кіцбюель, Австрія                               | Ґрунт    | Хуан Монако         | 7–5, 3–6, 4–6 |
| Поразка   | 0–3 | Сер 2010 | Відкритий чемпіонат Хорватії з тенісу, Хорватія | Ґрунт    | Хуан Карлос Ферреро | 4–6, 4–6      |
| Поразка   | 0–4 | Кві 2011 | Касабланка, Марокко                             | Ґрунт    | Пабло Андухар       | 1–6, 2–6      |

### Парний розряд: 9 (6–3)
| Перемога – Легенда                          |
| Турніри Великого шлема (0–0)                |
| Фінали Світового туру ATP (0–0)             |
| Серія Мастерс 1000 Світового Туру ATP (0–0) |
| Серія 500 Світового туру ATP (2–2)          |
| Серія 250 Світового туру ATP (4–1)          |

| Титули за покриттям |
| Тверде (2–0)        |
| Ґрунт (4–3)         |
| Трава (0–0)         |
| Килим (0–0)         |

| Результат | W/L | Дата     | Турнір                           | Покриття   | Партнер                    | Суперники                          | Рахунок               |
| --------- | --- | -------- | -------------------------------- | ---------- | -------------------------- | ---------------------------------- | --------------------- |
| Поразка   | 0–1 | Бер 2006 | Abierto Mexicano TELCEL, Мексика | Ґрунт      | Філіппо Воландрі           | Франтішек Чермак Леош Фридль       | 5–7, 2–6              |
| Перемога  | 1–1 | Бер 2007 | Abierto Mexicano TELCEL, Мексика | Ґрунт      | Мартін Вассальйо Аргуельйо | Лукаш Длоуги Павел Візнер          | 6–0, 6–2              |
| Перемога  | 2–1 | Лип 2007 | Кіцбюель, Австрія                | Ґрунт      | Луїс Орна                  | Томас Беренд Крістофер Кас         | 7–6(7–4), 7–6(7–5)    |
| Перемога  | 3–1 | Жов 2008 | Москва, Росія                    | Тверде (i) | Сергій Стаховський         | Стівен Гасс Росс Гатчінс           | 7–6(7–4), 2–6, [10–6] |
| Поразка   | 3–2 | Лют 2010 | Сантьяго, Чилі                   | Ґрунт      | Орасіо Себальйос           | Лукаш Кубот Олівер Марах           | 4–6, 0–6              |
| Поразка   | 3–3 | Лют 2010 | Abierto Mexicano TELCEL, Мексика | Ґрунт      | Фабіо Фоніні               | Лукаш Кубот Олівер Марах           | 0–6, 0–6              |
| Перемога  | 4–3 | Жов 2010 | Санкт-Петербург, Росія           | Тверде (i) | Даніеле Браччалі           | Роган Бопанна Айсам-уль-Хак Куреші | 7–6(8–6), 7–6(7–5)    |
| Перемога  | 5–3 | Вер 2011 | Бухарест, Румунія                | Ґрунт      | Даніеле Браччалі           | Юліан Ноул Давід Марреро           | 3–6, 6–4, [10–8]      |
| Перемога  | 6–3 | Лют 2013 | Вінья-дель-Мар, Чилі             | Ґрунт      | Паоло Лоренці              | Хуан Монако Рафаель Надаль         | 6–2, 6–4              |

## Досягнення
| W | Ф | ПФ | ЧФ | #Р | КТ | К# | DNQ | A | NH |

### Одиночний розряд
Актуально станом на завершення Відкритий чемпіонат Франції з тенісу 2015.
| Турніри Великого шлему                 |                  |                  |                  |                  |                  |                  |                  |                  |                  |                  |                  |                  |       |
| Відкритий чемпіонат Австралії з тенісу |                  | 1р               | 1р               | 1р               |                  | 1р               | 1р               | 1р               | 1р               | К1р              | К3р              |                  | 0–7   |
| Відкритий чемпіонат Франції з тенісу   | 3р               |                  | 1р               | 3р               | 1р               | 2р               | 2р               | 1р               | 1р               |                  | 1р               | К1р              | 6–9   |
| Вімблдонський турнір                   | 1р               | 1р               | 1р               | 1р               | 1р               | 2р               | 1р               | 1р               | 1р               |                  |                  |                  | 1–9   |
| Відкритий чемпіонат США з тенісу       | 2р               | 1р               | 1р               | 1р               | 1р               | 1р               | 1р               | 2р               |                  |                  |                  |                  | 2–8   |
| В-П                                    | 3–3              | 0–3              | 0–4              | 2–4              | 0–3              | 2–4              | 1–4              | 1–4              | 0–3              | 0–0              | 0–1              | 0–0              | 9–33  |
| Олімпійські ігри                       |                  |                  |                  |                  |                  |                  |                  |                  |                  |                  |                  |                  |       |
| Теніс на Олімпійських іграх            |                  | Не проводили     | Не проводили     | Не проводили     | 1р               | Не проводили     | Не проводили     | Не проводили     |                  | Не проводили     | Не проводили     | Не проводили     | 0–1   |
| Тур ATP Мастерс 1000                   |                  |                  |                  |                  |                  |                  |                  |                  |                  |                  |                  |                  |       |
| Indian Wells Open                      |                  | 1р               |                  | К1р              | 1р               | 2р               | 1р               | 1р               | 1р               |                  |                  |                  | 1–6   |
| Відкритий чемпіонат Маямі з тенісу     |                  | 1р               |                  | 2р               | 1р               | 1р               | 1р               | 1р               | 1р               |                  |                  |                  | 1–7   |
| Мастерс Монте-Карло                    |                  | 1р               | 2р               |                  | 1р               | К1р              |                  | 1р               | 2р               |                  | К2р              |                  | 2–5   |
| Мастерс Рим                            |                  | 2р               | 2р               | 3р               | 2р               | 1р               | 2р               | 3р               | 1р               | 2р               |                  |                  | 9–9   |
| Мастерс Мадрид                         |                  |                  |                  | 1р               |                  |                  |                  | 1р               | К1р              |                  |                  |                  | 0–2   |
| Мастерс Канада                         |                  |                  |                  |                  |                  |                  |                  |                  |                  |                  |                  |                  | 0–0   |
| Мастерс Цинциннаті                     |                  |                  |                  |                  |                  |                  |                  |                  |                  |                  |                  |                  | 0–0   |
| Мастерс Шанхай                         | Не серія Мастерс | Не серія Мастерс | Не серія Мастерс | Не серія Мастерс | Не серія Мастерс |                  |                  |                  |                  |                  |                  |                  | 0–0   |
| Мастерс Париж                          |                  |                  |                  | 1р               |                  |                  | 1р               |                  |                  |                  |                  |                  | 0–2   |
| Гамбург Masters                        |                  |                  |                  |                  | 2р               | Не серія Мастерс | Не серія Мастерс | Не серія Мастерс | Не серія Мастерс | Не серія Мастерс | Не серія Мастерс | Не серія Мастерс | 1–1   |
| В-П                                    | 0–0              | 1–4              | 2–2              | 3–4              | 2–5              | 1–3              | 1–5              | 2–4              | 1–4              | 1–1              | 0–0              | 0–0              | 14–32 |
| Загальна статистика                    |                  |                  |                  |                  |                  |                  |                  |                  |                  |                  |                  |                  |       |
| Титули–Фінали                          | 0–0              | 0–0              | 0–0              | 0–2              | 0–0              | 0–0              | 0–1              | 0–1              | 0–0              | 0–0              | 0–0              | 0–0              | 0–4   |
| Рейтинг на кінець року                 | 76               | 105              | 83               | 31               | 72               | 62               | 47               | 58               | 164              | 152              | 163              |                  |       |

### Парний розряд
Актуально станом на завершення Вімблдонського турніру 2013.
| Турніри Великого шлему                 |     |     |     |     |     |     |     |     |       |
| Відкритий чемпіонат Австралії з тенісу | 1р  | 2р  |     | 1р  | 2р  | 3р  | 3р  | 2р  | 7–7   |
| Відкритий чемпіонат Франції з тенісу   | ЧФ  | 1р  | 1р  |     | 3р  | ЧФ  | ПФ  | 2р  | 13–7  |
| Вімблдонський турнір                   | 2р  | 1р  |     | 1р  | 1р  | 1р  |     | 1р  | 1–6   |
| Відкритий чемпіонат США з тенісу       | 1р  | 1р  | 2р  | 1р  | 2р  | 3р  |     |     | 4–6   |
| В-П                                    | 4–4 | 1–4 | 1–2 | 0–3 | 4–4 | 7–4 | 6–2 | 2–3 | 26–26 |

## Перемоги над гравцями першої 10-ки
| Сезон    | 2004 | 2005 | Всього |
| Перемоги | 1    | 1    | 2      |

| #    | Гравець          | Рейтинг | Турнір                                               | Покриття | Р-д  | Рахунок            |
| 2004 | 2004             | 2004    | 2004                                                 | 2004     | 2004 | 2004               |
| ---- | ---------------- | ------- | ---------------------------------------------------- | -------- | ---- | ------------------ |
| 1.   | Себастьян Грожан | 10      | Відкритий чемпіонат Франції з тенісу, Париж, Франція | Ґрунт    | 2р   | 7–6(8–6), 6–3, 6–4 |
| 2005 |                  |         |                                                      |          |      |                    |
| 2.   | Карлос Моя       | 8       | Рим, Італія                                          | Ґрунт    | 1р   | 6–4, 7–6(9–7)      |